# Thomas R. Bard
Thomas R. Bard (Chambersburg, 1841. december 8. – Port Hueneme, 1915. március 5.) az Amerikai Egyesült Államok szenátora (Kalifornia, 1900–1905).